# Ямайский кассик
Ямайский кассик (лат. Nesopsar nigerrimus) — единственный представитель одноимённого рода семейства трупиаловых.

## Описание
Ямайский кассик — небольшая (около 18 см) птица с коротким хвостом и полностью чёрным оперением.

## Распространение и среда обитания
Вид является эндемиком Ямайки, обнаружен лишь в тропических лесах Голубых гор и хребта Джона Кроу.

## Угрозы
В настоящее время ареал составляет около 1,7 тыс. км², численность оценивается в 2500—10000 особей. Охота на ямайских кассиков не ведётся, основная опасность — потеря мест обитания, вырубка лесов для разработки бокситов или развития сельскохозяйственных площадей.